# Sébastien Bézy

a Compétitions nationales et continentales officielles uniquement.

b Matchs officiels uniquement.
Dernière mise à jour le 30 octobre 2022.
Sébastien Bézy, né le 22 novembre 1991 dans les Hauts-de-Seine, est un joueur international français de rugby à XV évoluant au poste de demi de mêlée à l'ASM Clermont Auvergne.
Il obtient sa première cape avec l'équipe de France lors du Tournoi des Six Nations 2016. En 2019, il remporte le championnat de France avec le Stade toulousain, où il a joué plus de quatorze ans, en jeune et senior.
De petit gabarit, Sébastien Bézy est un joueur rapide qui utilise ses ressources athlétiques afin d'accélérer le jeu produit par son équipe.
Il est le frère cadet de Nicolas Bézy, lui aussi formé au Stade toulousain et qui joue également aux deux postes de la « charnière » au sein de Provence rugby.

## Biographie

### Premiers pas dans le rugby et débuts professionnels

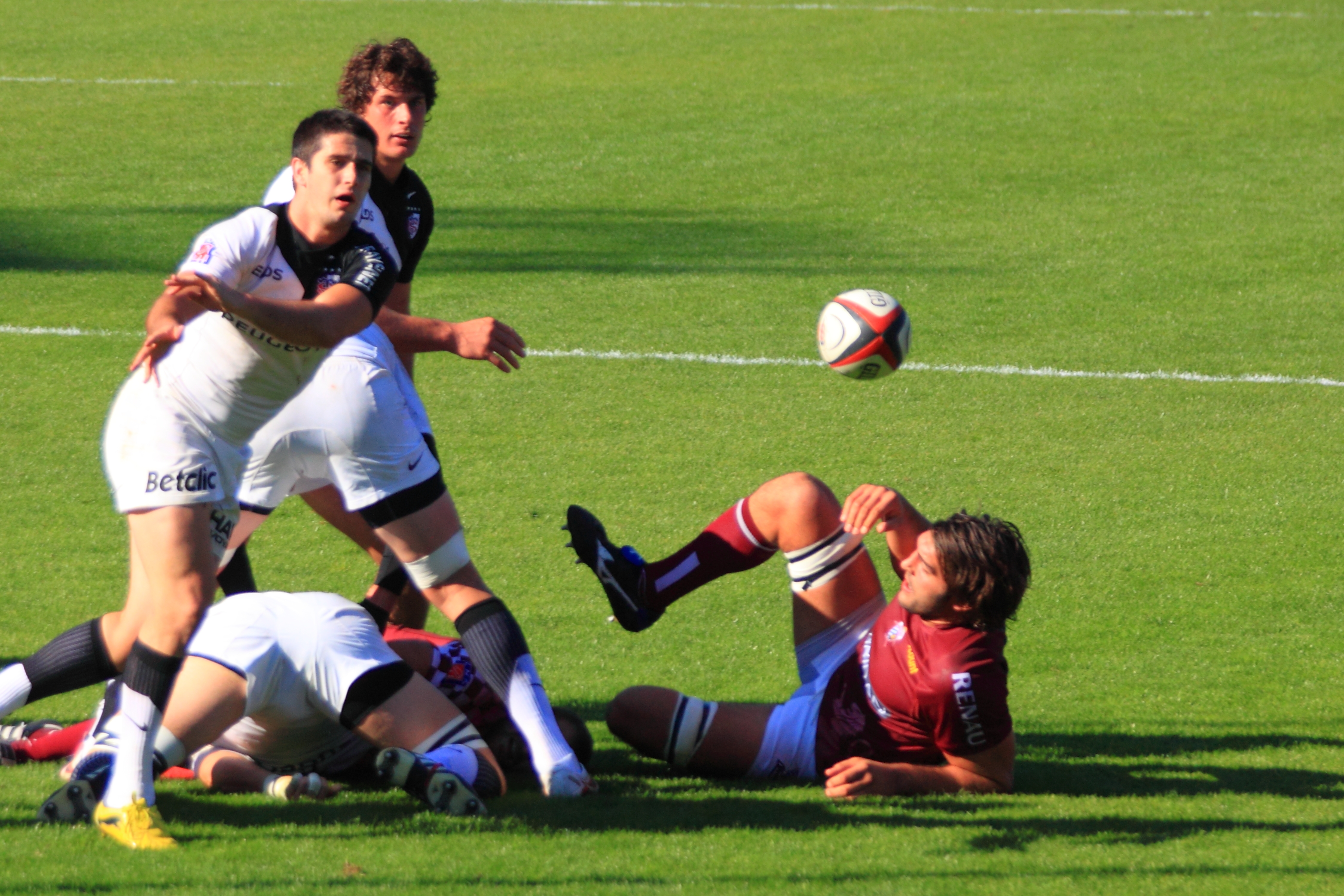
Nicolas, le frère de Sébastien Bézy, lors d'un match avec le Stade toulousain, contre l'Union Bordeaux Bègles.

Il commence le rugby dans le club de COM Bagneux, en région parisienne. Sébastien Bézy joue alors pour la sélection des Hauts-de-Seine, avec, entre autres, son futur coéquipier en équipe de France, Jules Plisson,.
Il est par la suite appelé pour intégrer le centre de formation du Stade toulousain. Il intègre le club en 2006, et y suit sa formation avec son frère Nicolas. Avec son nouveau club formateur, il remporte deux titres de championnat de France cadets (en 2007 et 2008). Parallèlement à sa carrière junior (il signe un contrat espoir), il poursuit ses études en génie électrique et informatique industrielle.
Alors que Nicolas décide de signer au CA Brive après avoir porté les couleurs du Stade toulousain pendant cinq saisons (de 2007 à 2012), Sébastien, étant alors plus jeune, choisit de s'inscrire dans la durée en signant son premier contrat professionnel avec le Stade à l'été 2012. Sébastien Bézy possède, à l'instar de son frère Nicolas, la faculté de couvrir les deux postes de la charnière. 

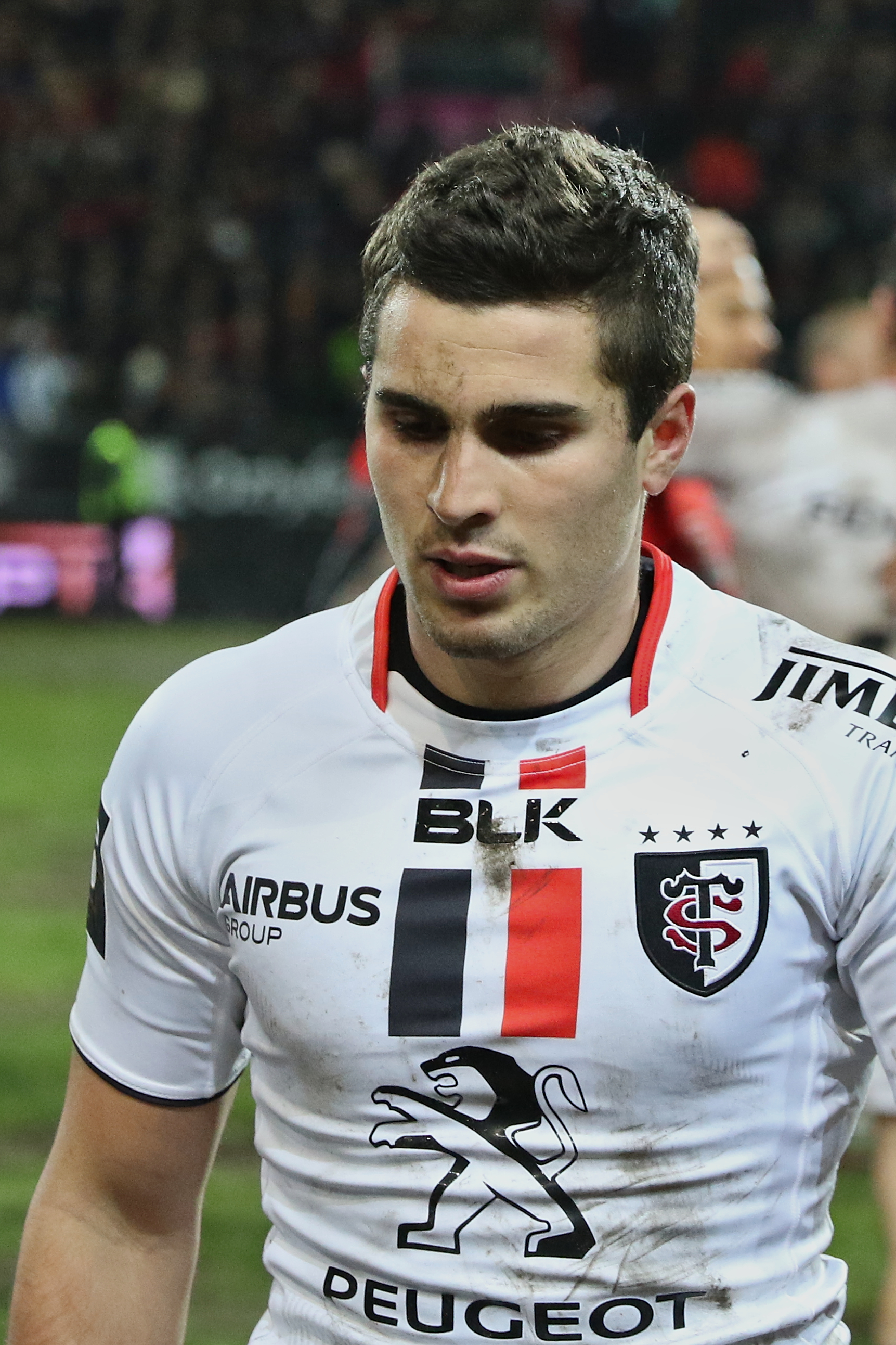
Sébastien Bézy lors d'un match contre l'US Oyonnax en 2015.

Sébastien Bézy fait ses débuts avec l'équipe première lors du match de Top 14 face à Bourgoin, le 23 avril 2011, lors d'une victoire 33 à 0. Il entre alors en remplacement de David Skrela.
Après une saison 2011-2012 sans match professionnel, il obtient sa première titularisation (au poste d'ouvreur) face au Stade français le 27 octobre 2012 au Stade de France. Il joue 3 matches lors de la saison 2012-2013 dont 2 en tant que titulaire, pour un total de 17 points.

### Confirmation et débuts en équipe de France
Sa carrière commence réellement lors de la saison 2014-2015, où Sébastien Bézy devient titulaire à la suite de bonnes performances, dans un premier temps en coupe d'Europe lors d'une double confrontation face aux Glasgow Warriors. Les performances de ses concurrents à son poste étant décevantes, notamment de la part du Sud-Africain Jano Vermaak, et du fait que Jean-Marc Doussain réalise de bonnes performances mais au poste d'ouvreur, Guy Novès en fait un titulaire en puissance du Stade toulousain, lui offrant une titularisation lors des phases finales du championnat,.
En 2014, il prolonge son contrat de deux saisons supplémentaires, il est alors lié avec le club toulousain jusqu'en 2017.
Lors de la saison 2015-2016, Sébastien Bézy commence la saison dans la peau d'un titulaire. En effet, son nouveau manager, Ugo Mola, semble lui aussi lui faire confiance. 
Sébastien Bézy confirme lors du début de saison les espoirs placés en lui. Il inscrit donc un essai contre Castres et réalise lors des 5 premiers matchs un 100 % dans l'exercice des pénalités et des transformations. Ces performances lui valent d'être nommé parmi les trois meilleurs joueurs du Stade toulousain pour la période d'août-septembre puis sur la période d'octobre sur le site officiel du club. Le 7 novembre 2015, Sébastien Bézy inscrit son premier doublé en championnat contre le FC Grenoble (victoire 52-12).
Ses performances en club poussent son ancien manager de club, Guy Novès, à l'appeler pour la première fois à un stage avec l'équipe de France en vue du Tournoi des Six Nations 2016. À la suite de ce stage, Guy Novès décide de titulariser Sébastien Bézy pour la première fois avec le XV de France à l'occasion du premier match du tournoi face à l'Italie, le poste d'ouvreur étant confié au joueur du Stade français Jules Plisson. Le sélectionneur déclare qu'il laisse à ces deux joueurs la liberté du choix du buteur. Après trois échecs sur ses trois premières tentatives, Sébastien Bézy cède ainsi l'exercice des tirs au but à Plisson pour la seconde période. La France s'impose finalement sur le score de 23 à 21. Après une nouvelle victoire, face à l'Irlande, Sébastien Bézy termine le tournoi comme remplaçant de Maxime Machenaud.
En juillet 2016, il est retenu par Guy Novès dans la liste « Élite » du XV de France,.

### Concurrence avec Antoine Dupont et départ à l'ASM Clermont

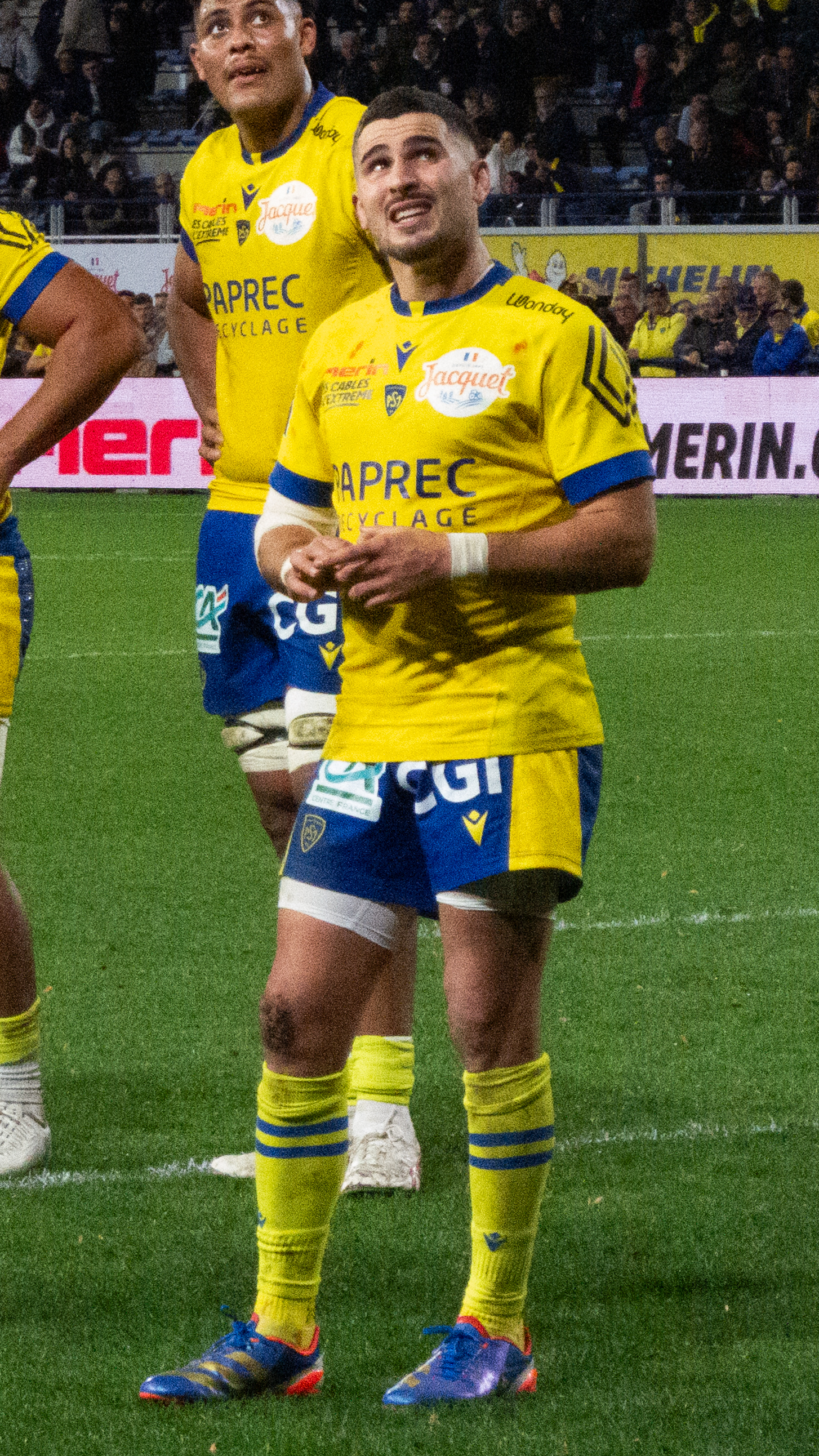
Sébastien Bézy sous le maillot clermontois, pendant la saison 2023-2024.

En 2017, le Stade toulousain recrute le castrais Antoine Dupont. Les deux jeunes demi de mêlée sont alors mis en concurrence à leur poste, bien qu'ils soient quelques fois associés avec Bézy à la mêlée et Dupont à l'ouverture. Mais Dupont s'inscrit rapidement dans une première dynamique de victoires en s'imposant au poste de demi de mêlée, aux dépens de Sébastien Bézy,.
Très utilisé d'août à décembre 2019 en l'absence d'Antoine Dupont, mobilisé en équipe nationale, Sébastien Bézy décide néanmoins de quitter son club formateur à partir de la saison 2020-2021 pour rejoindre l'ASM Clermont Auvergne, club où il sera en concurrence avec le demi de mêlée et capitaine de l'équipe Morgan Parra.

## Statistiques

### En club
Au 11 janvier 2020, Sébastien Bézy compte 166 matches avec le Stade toulousain. Il a marqué 497 points dont 22 essais.
| Saison     | Saison           | Championnat | Championnat | Championnat | Championnat | Championnat | Championnat | Championnat | Coupe d'Europe     | Coupe d'Europe | Coupe d'Europe | Coupe d'Europe | Coupe d'Europe | Coupe d'Europe | Coupe d'Europe |
| Saison     | Saison           | Compétition | M           | Pts         | Ess.        | Pén.        | Tr.         | Dp.         | Compétition        | M              | Pts            | Ess.           | Pén.           | Tr.            | Dp.            |
| ---------- | ---------------- | ----------- | ----------- | ----------- | ----------- | ----------- | ----------- | ----------- | ------------------ | -------------- | -------------- | -------------- | -------------- | -------------- | -------------- |
| 2010-2011  | Stade toulousain | Top 14      | 1           | -           | -           | -           | -           | -           | Coupe d'Europe     | -              | -              | -              | -              | -              | -              |
| 2011-2012  | Stade toulousain | Top 14      | -           | -           | -           | -           | -           | -           | Coupe d'Europe     | -              | -              | -              | -              | -              | -              |
| 2012-2013  | Stade toulousain | Top 14      | 3           | 17          | -           | 4           | 1           | 1           | Challenge européen | 1              | -              | -              | -              | -              | -              |
| 2013-2014  | Stade toulousain | Top 14      | 15          | 14          | 1           | 3           | -           | -           | Coupe d'Europe     | 4              | 14             | 1              | 1              | 3              | -              |
| 2014-2015  | Stade toulousain | Top 14      | 20          | 23          | 2           | 3           | 2           | -           | Coupe d'Europe     | 4              | 26             | -              | 8              | 1              | -              |
| 2015-2016  | Stade toulousain | Top 14      | 22          | 174         | 6           | 26          | 33          | -           | Coupe d'Europe     | 3              | 13             | -              | 3              | 2              |                |
| 2016-2017  | Stade toulousain | Top 14      | 21          | 102         | -           | 24          | 15          | -           | Coupe d'Europe     | 6              | 29             | -              | 5              | 7              | -              |
| 2017-2018  | Stade toulousain | Top 14      | 14          | 10          | 2           | -           | -           | -           | Challenge européen | 4              | 20             | 1              | 3              | 3              | -              |
| 2018-2019  | Stade toulousain | Top 14      | 24          | 32          | 5           | 1           | 2           | -           | Coupe d'Europe     | 8              | -              | -              | -              | -              | -              |
| 2019-2020  | Stade toulousain | Top 14      | 14          | 15          | 2           | 1           | 1           | -           | Coupe d'Europe     | 6              | 10             | 2              | -              | -              | -              |
| Sous-total | Sous-total       | Top 14      | 134         | 387         | 18          | 62          | 53          | 1           | Coupe d'Europe     | 36             | 112            | 4              | 20             | 16             | -              |

### Internationales

#### Équipe de France des moins de 20 ans
Sébastien Bézy compte plusieurs sélections dans les équipes de jeunes. Il dispute un match du tournoi des Six Nations des moins de 20 ans 2011. La même année, il dispute un match du championnat du monde junior.

#### XV de France
Sébastien Bézy compte huit capes avec l'équipe de France. Il obtient sa première sélection le 6 février 2016 à l'occasion du premier match du Tournoi des Six Nations 2016 face à l'Italie.
Il participe à une édition du Tournoi des Six Nations, en 2016.
| Année | Compétition                 | Matchs | Points | Essais |
| ----- | --------------------------- | ------ | ------ | ------ |
| 2016  | Six Nations                 | 5      | -      | -      |
| 2016  | Test matchs                 | 2      | -      | -      |
| 2020  | Coupe d'automne des nations | 1      | -      | -      |
| Total | Total                       | 8      | -      | -      |

#### Liste des matchs
|    | Date            | Lieu                                        | Adversaire     | Resultat | Points marqués | Competition                 |
| -- | --------------- | ------------------------------------------- | -------------- | -------- | -------------- | --------------------------- |
| 1. | 6 février 2016  | Stade de France, Paris, France              | Italie         | 23-21    | 0              | Six Nations                 |
| 2. | 13 février 2016 | Stade de France, Paris, France              | Irlande        | 10-9     | 0              | Six Nations                 |
| 3. | 26 février 2016 | Millennium Stadium, Cardiff, Pays de Galles | Pays de Galles | 10-19    | 0              | Six Nations                 |
| 4. | 13 mars 2016    | Murrayfield, Écosse                         | Écosse         | 18-29    | 0              | Six Nations                 |
| 5. | 19 mars 2016    | Stade de France, Paris, France              | Angleterre     | 21-31    | 0              | Six Nations                 |
| 6. | 19 juin 2016    | Stade Monumental José Fierro, Argentine     | Argentine      | 30-19    | 0              | Test match                  |
| 7. | 25 juin 2016    | Stade Monumental José Fierro, Argentine     | Argentine      | 0-27     | 0              | Test match                  |
| 8. | 6 décembre 2020 | Stade de Twickenham, Angleterre             | Angleterre     | 22-19    | 0              | Coupe d'automne des nations |

#### Par adversaire
| Adversaire     | Matchs joués | Victoires | Défaites | Nuls | Essais | Points | % de victoire |
| -------------- | ------------ | --------- | -------- | ---- | ------ | ------ | ------------- |
| Angleterre     | 2            | 0         | 2        | 0    | 0      | 0      | 0             |
| Argentine      | 2            | 1         | 1        | 0    | 0      | 0      | 50            |
| Écosse         | 1            | 0         | 1        | 0    | 0      | 0      | 0             |
| Pays de Galles | 1            | 0         | 1        | 0    | 0      | 0      | 0             |
| Irlande        | 1            | 1         | 0        | 0    | 0      | 0      | 100           |
| Italie         | 1            | 1         | 0        | 0    | 0      | 0      | 100           |
| Total          | 8            | 3         | 5        | 0    | 0      | 0      | 37.5          |

## Palmarès

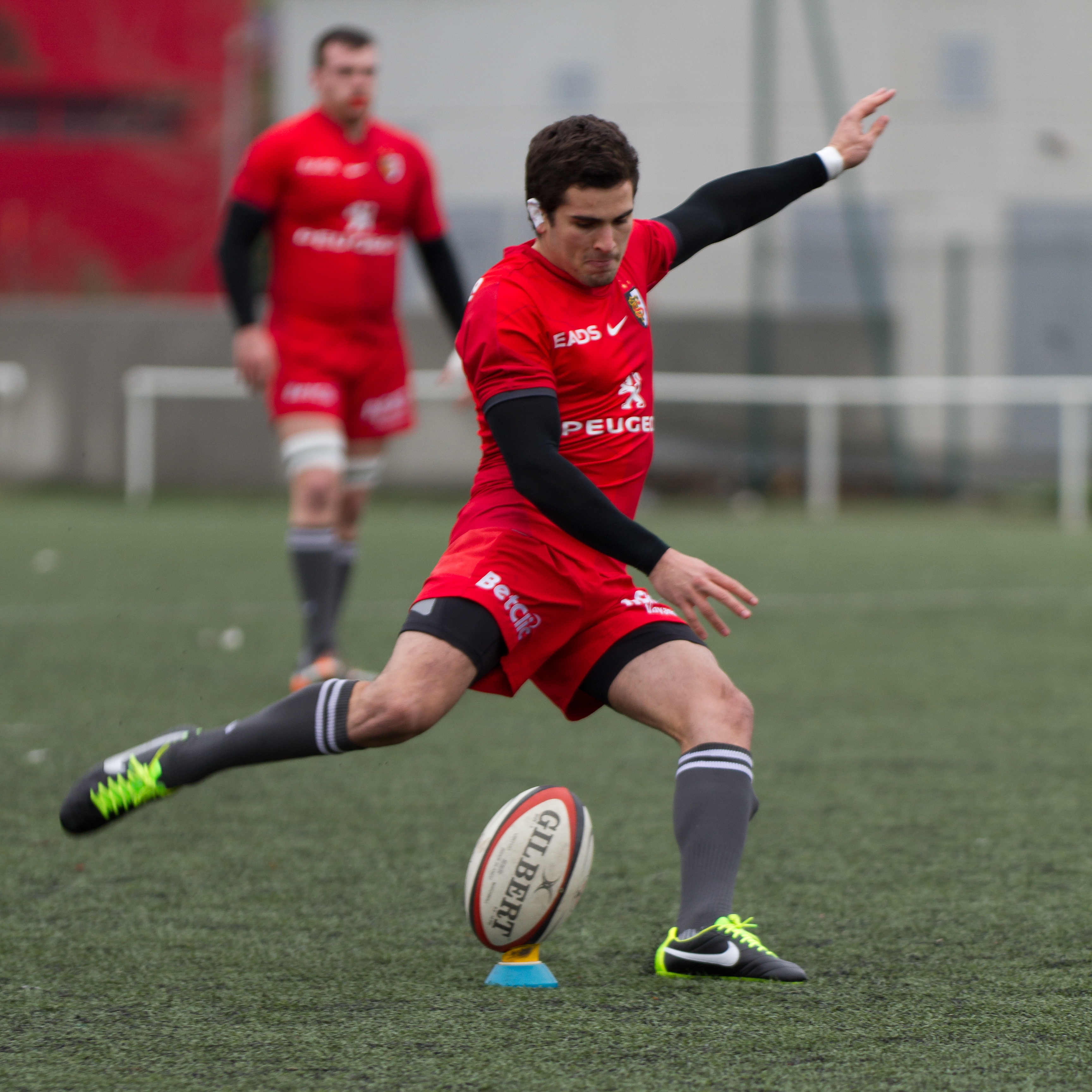
Sébastien Bézy tente une pénalité contre le LOU avec les espoirs du Stade toulousain.

### En club
Sébastien Bézy arrive au Stade toulousain à l'âge de 15 ans, au cours de l'année 2006. Il est alors, dès sa première saison dans son nouveau club, sacré champion de France dans la catégorie Cadets, titre qu'il remportera une seconde fois la saison suivante.
Son premier match avec l'équipe professionnelle est le 23 avril 2011 contre l'équipe de Bourgoin. Bien qu'il n'ait joué que quelques minutes sur l'ensemble de la saison, il fait partie du groupe toulousain qui sera sacré champion de France à l'issue de cette saison 2010-2011.
En coupe d'Europe, Sébastien Bézy joue son premier match lors du quart de finale de Challenge européen contre l'USA Perpignan. Il participe la saison suivante au parcours du Stade toulousain en coupe d'Europe, parcours qui s'arrête au stade des quarts de finale, avec une défaite contre le Munster.
Il remporte le Championnat de France en 2019 avec le Stade toulousain, face à l'ASM Clermont Auvergne (24-18).

### En équipe nationale

#### Tournoi des Six Nations
Sébastien Bézy dispute le premier Tournoi des Six Nations de sa carrière à l'occasion de l'édition 2016.
| Édition                      | Rang | Résultats France | Résultats S.Bézy | Matchs S.Bézy |
| Tournoi des Six Nations 2016 | 5e   | 2 v, 0 n, 3 d    | 2 v, 0 n, 3 d    | 5/5           |

Légende : v = victoire ; n = match nul ; d = défaite ; la ligne est en gras quand il y a Grand Chelem.

## Style de jeu et reconnaissance
Doté d'un physique peu impressionnant pour le rugby moderne (1,74 m pour 71,5 kg) Sébastien Bézy est un joueur rapide qui aime rentrer dans les petits espaces entre deux défenseurs, ce qui permet d'ouvrir une brèche pour ses coéquipiers. Christophe Urios, alors entraineur du Castres olympique, dit, le 31 décembre 2015, au sujet de Sébastien Bézy, « C'est un joueur que j'aime beaucoup. Il est très collectif et il met beaucoup de rythme. L'an dernier, Toulouse a été en difficulté et à partir du moment où Bézy a été titularisé, l'équipe a mieux joué au ballon comme par enchantement. Il colle au ballon et il est vraiment dans le collectif. En plus, il prend ses responsabilités aux tirs au but donc c'est bien. C'est vraiment un bon jeune. »
Fabien Galthié, ancien capitaine et demi de mêlée du XV de France, décrit le joueur toulousain de cette façon « Bézy, il colle au ballon, se trompe peu, n’est pas stéréotypé dans son jeu. Son champ visuel est surtout excellent : avant de faire sa passe, il sait ce qui se passe devant, derrière, autour de lui... C’est un sensitif. »